# Maria Malibran
María Felicia García Siches, anomenada María Malibrán o «la Malibran» (París, 24 de març de 1808-Manchester, 23 de setembre de 1836), fou una compositora i cantant d'òpera que gaudí d'una fama i renom inaudits en la seva època. Va escriure una extensa sèrie de nocturns, romances i àries.
La seva obra ha estat ignorada pel gran públic fins que Cecilia Bartoli es va dedicar a la investigació i recerca de les seves partitures per interpretar-les posteriorment en recitals per tot el món.

## Biografia
Filla de Manuel García, cèlebre tenor de l'època, i de la soprano Joaquina Siches, va néixer a París perquè en aquell moment el seu pare estava actuant allà. María García Malibrán, "La Malibrán", era germana de Pauline Garcia-Viardot i de Manuel Patricio Rodríguez Sitches, i cosina de la també cantant i compositora Antonia Sitcher de Mendi. El seu pare li imposà un ensenyament severíssim, tant pel seu ritme com per la seva exigència, i la projectà cap a l'escena des de l'edat de sis anys.
Va debutar als setze anys amb El barber de Sevilla. L'any següent va iniciar una gira per Amèrica. María García es va casar amb un francès anomenat Eugène Malibran. El 1827 Hector Berlioz elogiava les seves composicions, que Malibran va publicar l'any següent per recollir diners per als orfes d'una escola de París. Més tard, va anul·lar el casament per contraure matrimoni amb Charles-Auguste de Bériot, amb qui va tenir un fill el 1833, Charles-Wilfrid de Bériot, que esdevingué pianista.
La seva veu la propulsà de dret fins al cim de la celebritat. Va actuar en tots els teatres d'Europa. El seu estil li proporcionà sòlids adversaris, però també el suport de Liszt i de Chopin.
Embarassada de pocs mesos, sofrí una caiguda d'un cavall durant l'estiu de 1836, tot i que intentà encara de complir amb el seu públic sobre l'escena, el setembre morí enmig d'un recital a Manchester, com a conseqüència d'aquell accident. Va ser enterrada al cementiri de Laeken de Brussel·les.

## Estil vocal
La veu de Malibran podia anar de mezzosoprano a soprano. Amb una tessitura excepcionalment extensa, es prestava a un virtuosisme molt en voga a la seva època.
Per la seva sensibilitat encarnà perfectament la jove escola romàntica amb un repertori que comprèn Rossini i Beethoven, però també Bellini i Donizetti, i fins i tot Mozart.

## Discografia
- Maria, disc recopilatori de les obres amb què es consagrà Maria Malibran, gravat per la mezzosoprano italiana Cecilia Bartoli. Intèrprets: Cecilia Bartoli i l'Orquestra La Scintilla, dirigida per Adam Fischer. Decca, 2007.